# Cortelyou Road
Cortelyou Road – stacja metra nowojorskiego, na linii B i Q. Znajduje się w dzielnicy Brooklyn, w Nowym Jorku i zlokalizowana jest pomiędzy stacjami Beverley Road i Newkirk Avenue. Została otwarta w 1919.